# ملعب يو بي إس أرينا
ملعب يو بي إس أرينا هو ملعب كرة قدم يقع في مدينة غراتس النمساوية. يسع الملعب لجلوس 15،400 متفرج. يعتبر الملعب الرسمي الذي يخوض فيه نادي شتورم غراتز وغريزر مبارياتهما. تم افتتاح الملعب في سنة 1997.